# Pseudautomeris grammivora
Pseudautomeris grammivora är en fjärilsart som beskrevs av Jones 1908. Pseudautomeris grammivora ingår i släktet Pseudautomeris och familjen påfågelsspinnare. Inga underarter finns listade i Catalogue of Life.